# BMX-Freestyle

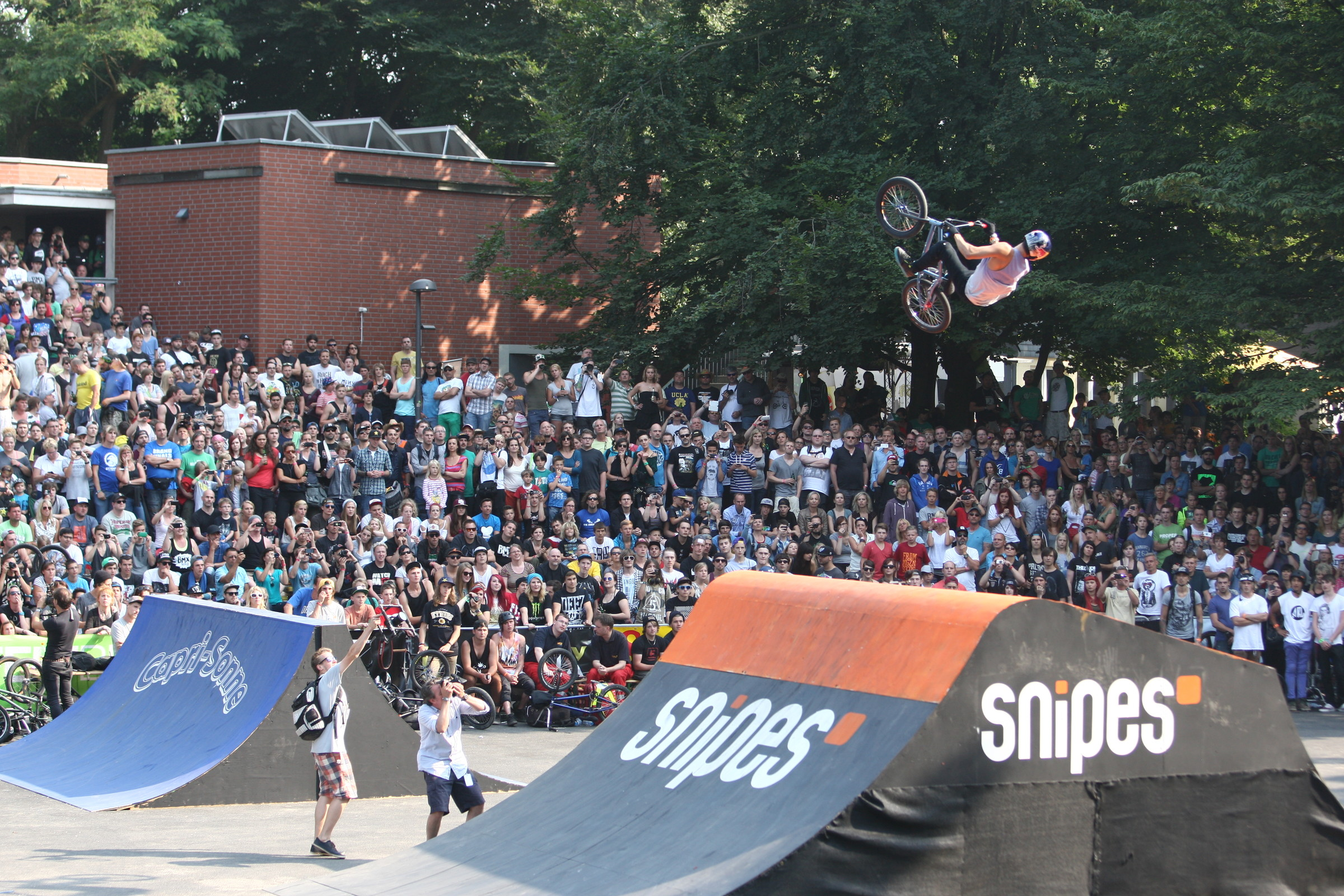
Park Disziplin, BMX Worlds 2013

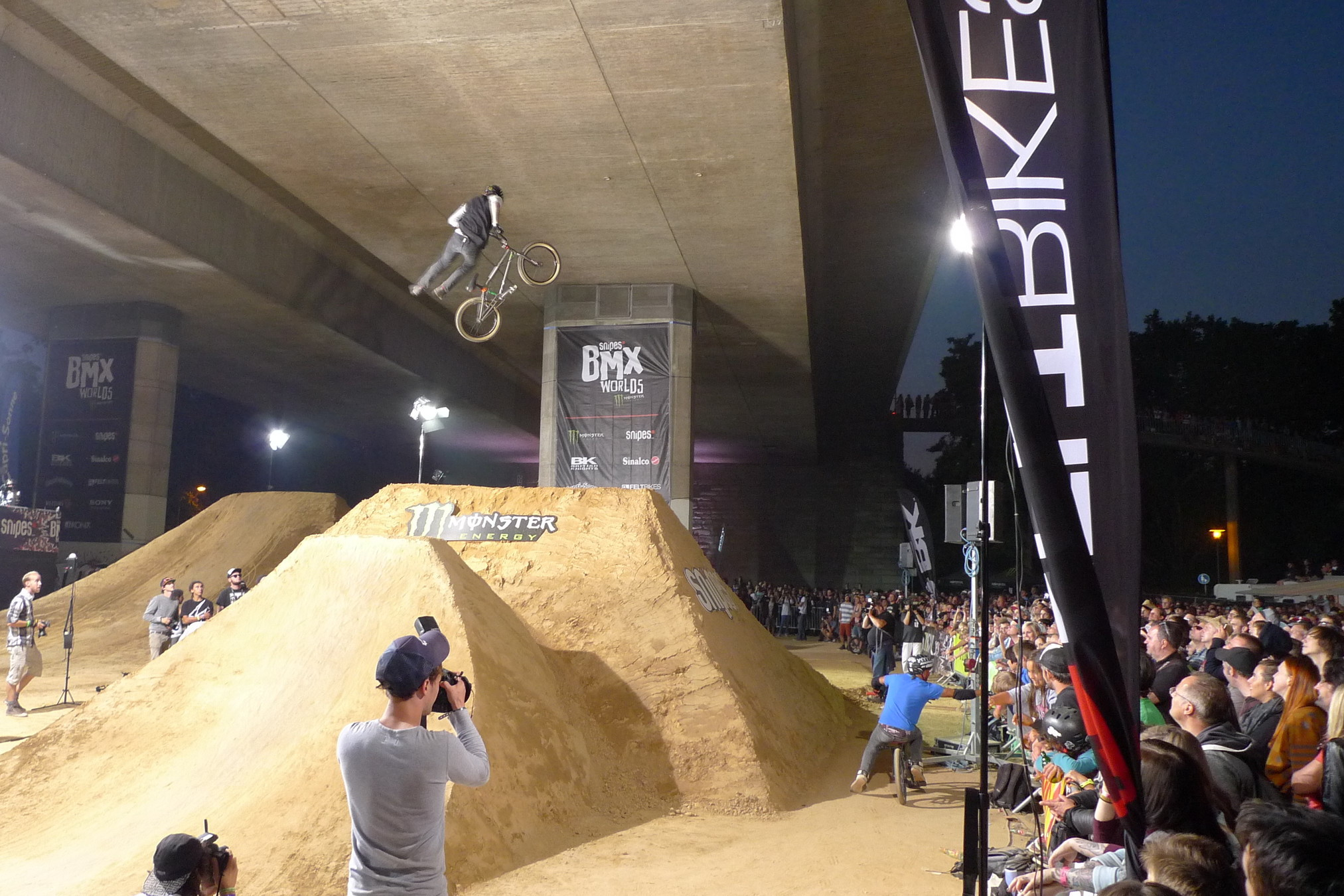
Dirt Disziplin, BMX Worlds 2013

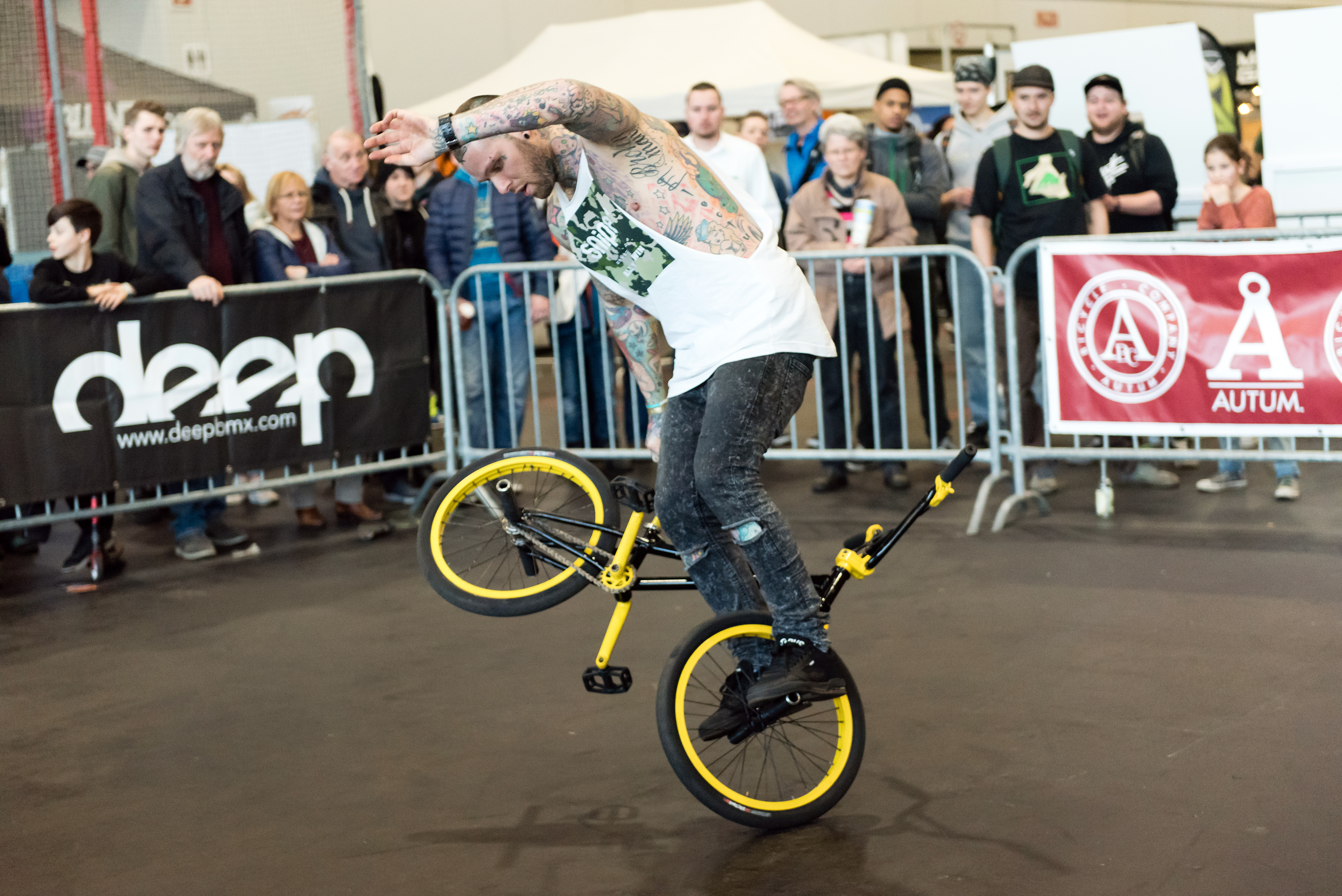
Flatland Disziplin, Bremen 2017

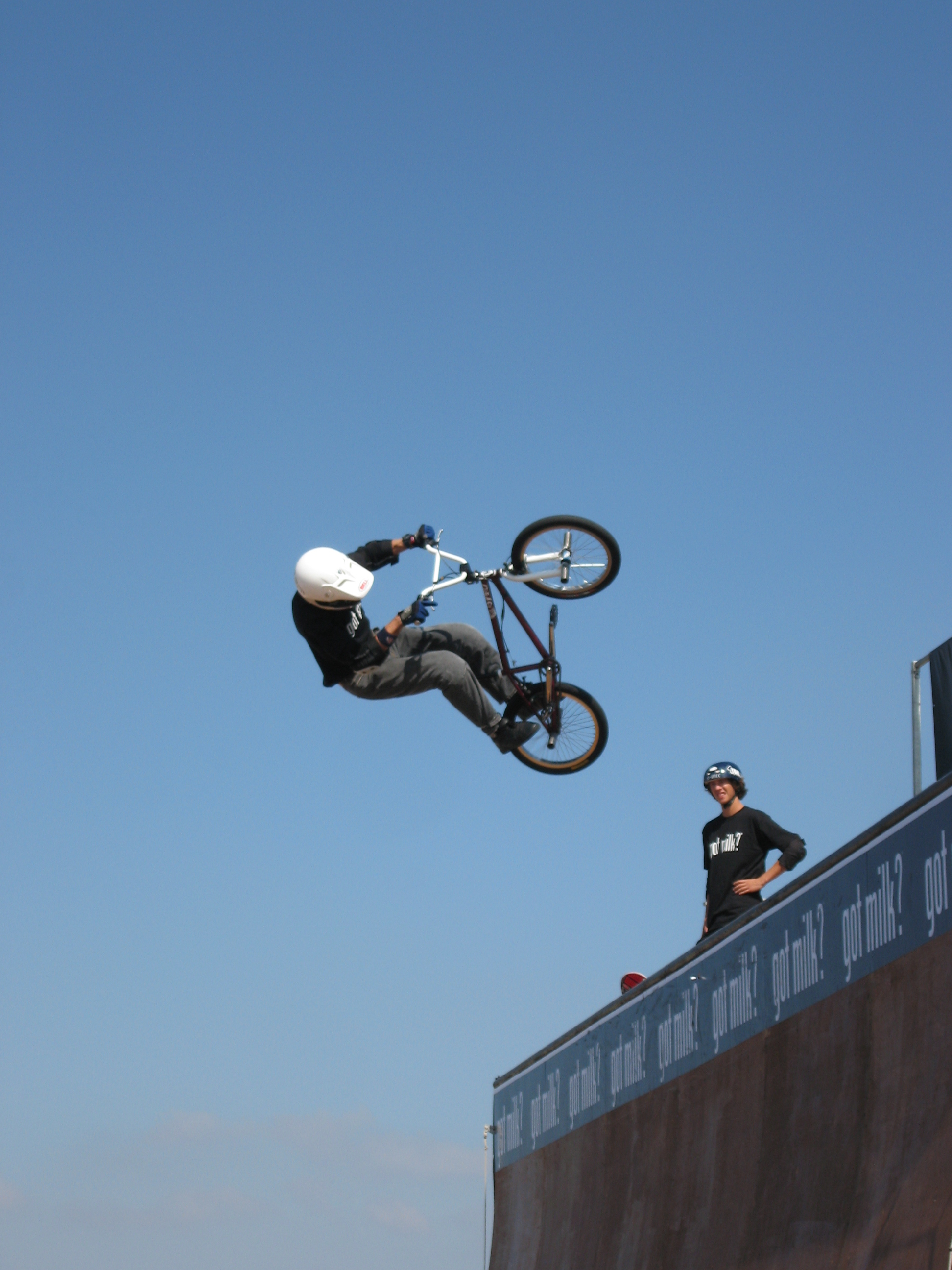
Vert Disziplin, 2007

BMX-Freestyle umfasst die Disziplinen im BMX-Sport, bei denen es um akrobatische Sprünge und kreative Tricks, den dazu benötigten Mut, die Geschicklichkeit und Radbeherrschung geht und nicht mehr nur um die Geschwindigkeit wie beim BMX-Racing. Bei Wettkämpfen werden die Fahrer hinsichtlich der Qualität der Ausführung ihrer Übung bewertet.
Seit 2020 steht BMX-Freestyle der Männer und Frauen mit der Einzeldisziplin Park im Programm der Olympischen Sommerspiele.

## Disziplinen
Die vor allem durch die X-Games bekannt gewordene Disziplin Freestyle gliedert sich in folgende Teildisziplinen:
- Dirt Jump/Trails: In diesem Fall springen die Fahrer über Erdhügel und machen Tricks in der Luft. Die Fahrer fahren ohne Pegs (Grindstangen).
- Flatland: Diese Art erinnert an Breakdance mit dem BMX-Rad, mit Ziel einer ästhetischen Abfolge verschiedenster spezieller Trickkombinationen auf der ebenen Fläche.
- Miniramp: Gefahren wird in einer halfpipeähnlichen Konstruktion, die jedoch kleiner ist (ca. 1,5–3 m hoch). Im Gegensatz zur üblichen Halfpipe besitzt die Miniramp jedoch keine Vertikale.
- Park: Gefahren wird auf einer eingegrenzten Fläche, auf der Rampen, Sprünge und andere Hindernisse aufgebaut sind. Die Reihenfolge, in der Hindernisse benutzt werden, ist nicht festgelegt. Der Park ist die organisierte Form des Street-Fahrens.
- Street: Die wohl beliebteste Disziplin, in der auf allem gefahren wird, was man auf der Straße findet. Dazu gehören Treppengeländer, Kunstwerke und Hauswände.
- Vert: Es wird in einer aus dem Skateboarding bekannten Halfpipe gefahren.

Die einzelnen Disziplinen gehen teilweise stark ineinander über, d. h., man kann z. B. Tricks aus Dirt auch beim Park-Fahren machen, wobei es für Flatland von Vorteil ist, ein spezielles BMX-Rad zu fahren, dessen Rahmen einen kürzeren Radstand, spezielle Pegs, eine längere Sattelstange und einen kürzeren Vorbau hat.
Die Union Cycliste Internationale (UCI) hat die Disziplinen Flatland und Park offiziell anerkannt und ein Reglement für internationale Wettkämpfe erstellt. Bei den Olympischen Sommerspielen werden Wettbewerbe in der Disziplin Park ausgetragen.
Veranstalter eines BMX-Freestyle-Wettkampfes dürfen im Rahmen der Veranstaltung einen Best-Trick-Contest abhalten. Ein solcher Contest findet nach den  Regeln des Veranstalters statt.

## Tricks

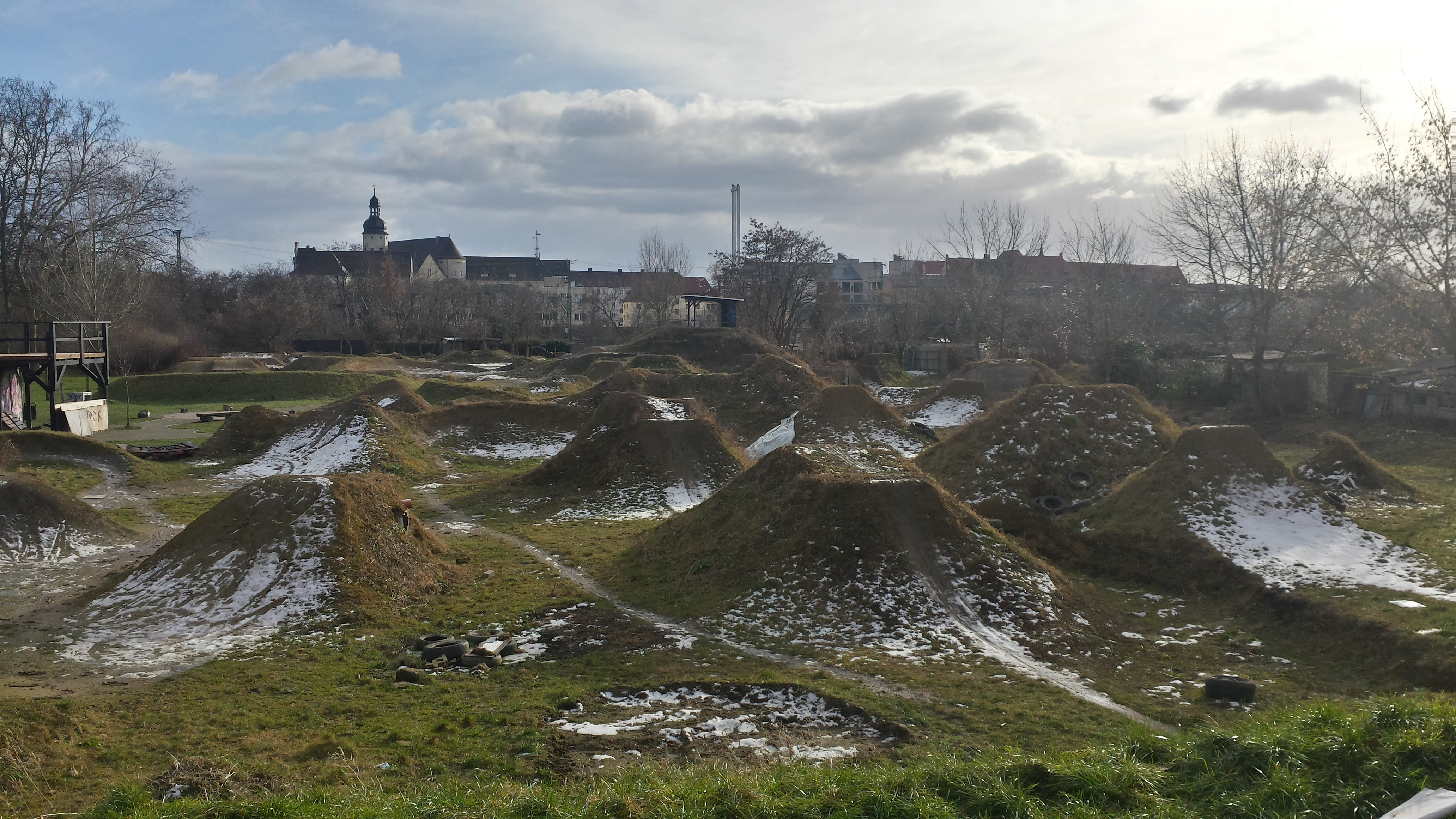
Dirtpark M-Trails in Magdeburg

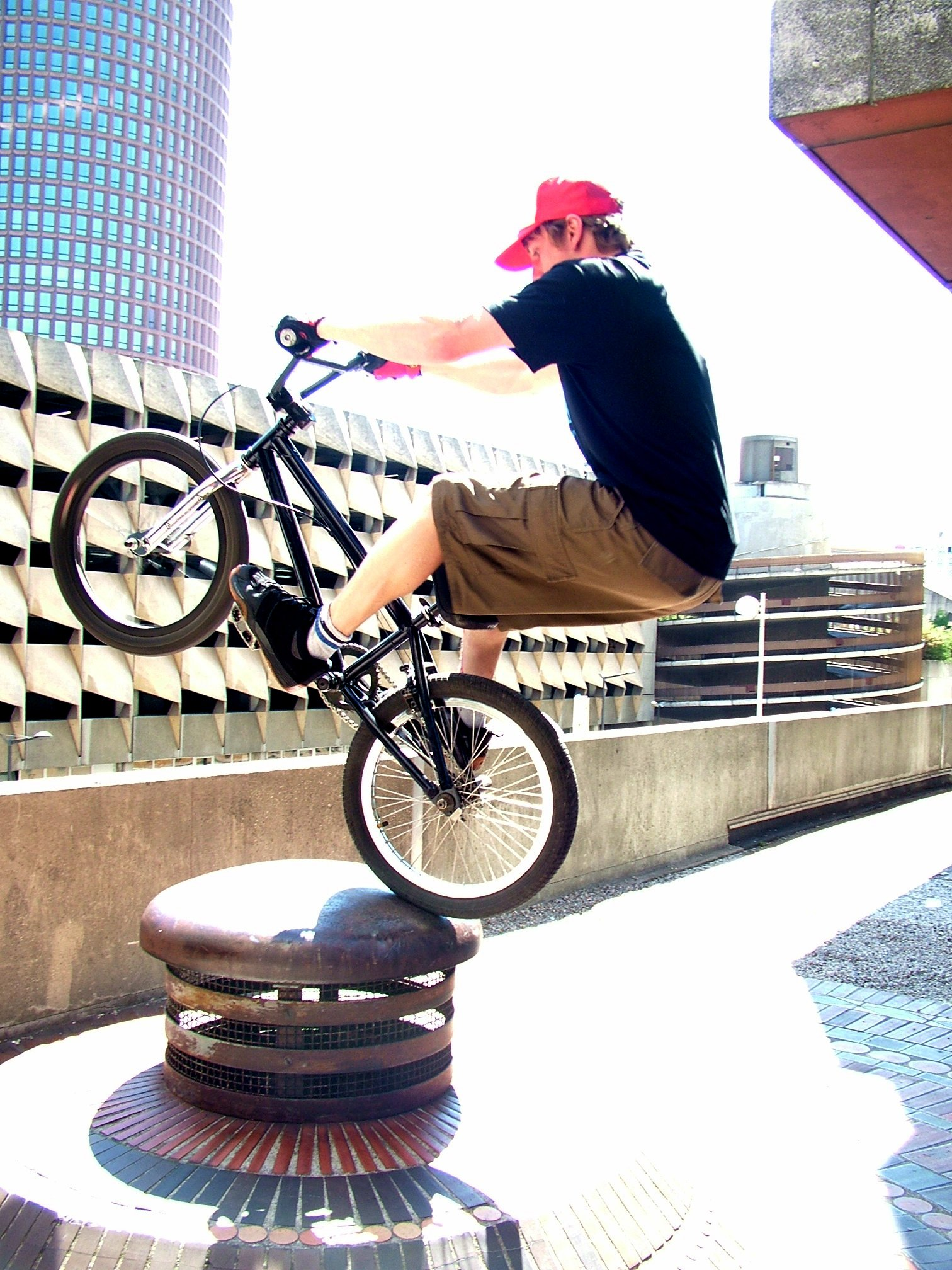
BMX-Fahrer springt mit Hinterrad an ein Hindernis. Diesen Trick nennt man Abubaca.

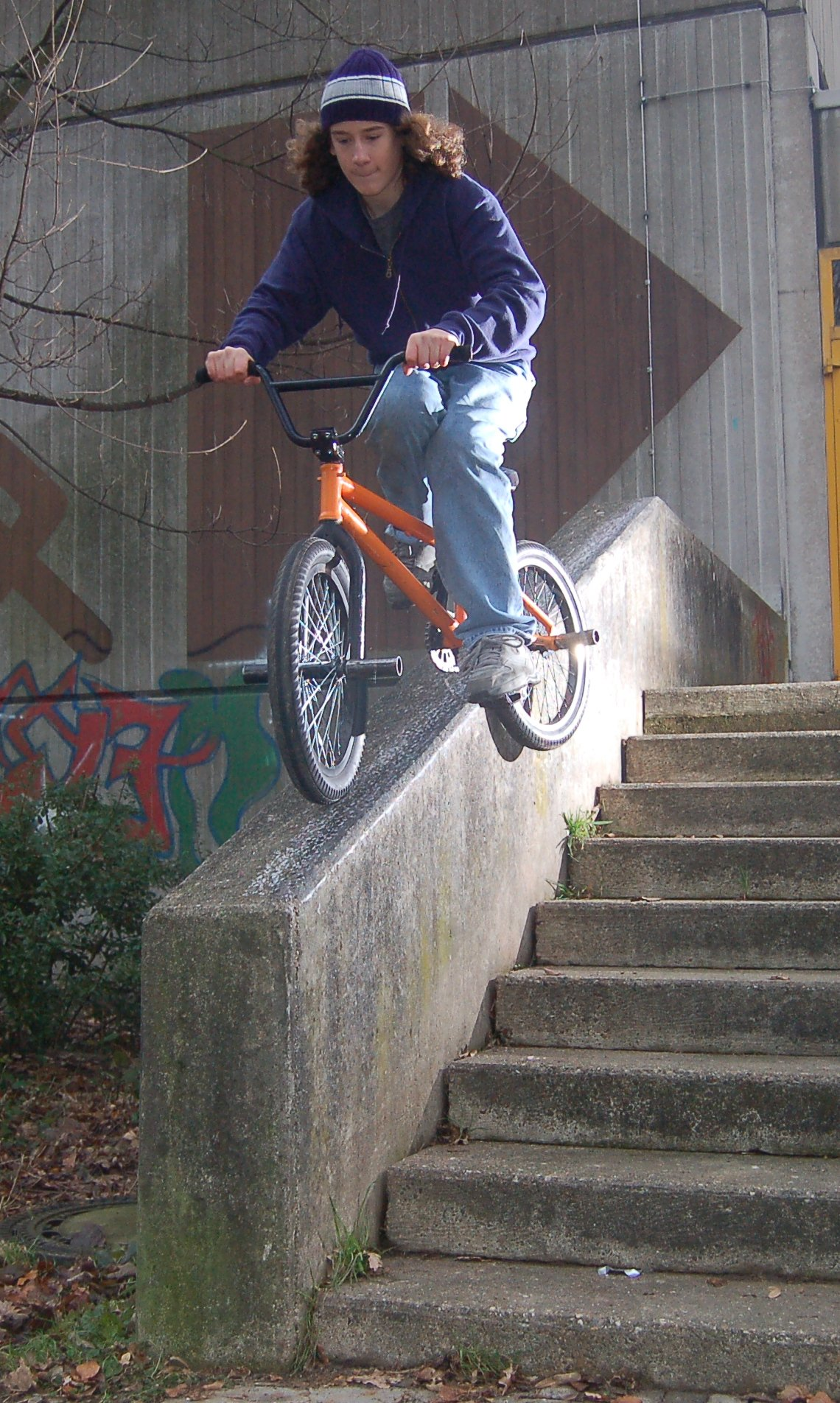
Mit dem Vorderrad und dem hinteren Peg auf der Mauer grindet (rutscht) ein BMX-Fahrer den so genannten Feeble-Grind

Beliebte bzw. bekannte Tricks sind z. B.:
- X-up: Drehung des Lenkers im Flug um 180° ohne dabei loszulassen – die Arme bilden ein X.
- Turndown: Drehung des Lenkers im Steilflug um 270° ohne dabei loszulassen; der Blick geht auf das hintere Pedal.
- Barspin: Lenker loslassen und ihn dabei drehen (um 360°)
- Footjam: BMX wird durch einen Fuß auf dem Vorderrad gestoppt, der Fahrer balanciert es dann. (Wird oftmals in der Pipe verwendet)
- Truck Driver: Kombination aus 360° Drehung und Barspin
- Abubaca: Eine Rampe hochfahren und mit dem Hinterrad auf dem so genannten Coping (englisch für Mauerkrone, wobei ein Rohr gemeint ist, das meistens zwischen Rampenplattform und Rundung angebracht wird) landen, nachdem man in die Luft gesprungen ist. Danach springt man rückwärts (fakie) zurück in die Rampe.
- Fufanu: Ähnlich dem Abubaca, jedoch springt man vom Coping nicht rückwärts zurück, sondern dreht sich im Sprung um 180°, um regulär weiterfahren zu können.
- Tabletop oder Invert: Das Rad wird in der Luft „auf die Seite gelegt“, Anfang der 1980er Jahre gab es auch die Bezeichnung Pancake.
- 180° (One – Eighty): Drehung in der Luft um 180° um die eigene Achse mit anschließendem Rückwärtsfahren (Fakie)
- 360° (Three – Sixty): Drehung in der Luft um 360° um die eigene Achse
- 540° (Five – Fourty): Drehung in der Luft um 540° um die eigene Achse mit anschließendem Rückwärtsfahren (Fakie), auch Drehungen um 720°, 900°, 1080° und sogar 1440° wurden schon vollführt.
- Nofoot: Im Sprung werden beide Füße von den Pedalen heruntergenommen.
- Nohand: Im Sprung beide Hände vom Lenker nehmen
- Tuck-Nohand: Im Sprung den Lenker in die Hüften fallen lassen und die Hände weit gestreckt nach außen zeigend.
- Suicide: Nohand bei dem man sich so weit wie möglich nach hinten lehnt und die Hände, wenn möglich hinter dem Rücken zusammen klatschen lässt.
- Cashroll: Eine Drehung in der Luft die einem doppelten Flair ähnelt. Zuerst wird eine halbe Drehung gefolgt von einem Backflip vollführt. Nach dem Backflip wird noch eine halbe Drehung drangehangen. Zum ersten Mal von Brett „Maddog“ Banasiewicz gezeigt.
- Backflip: Rückwärtssalto
- Frontflip: Vorwärtssalto
- Flair: Backflip mit einem 180°
- Tailwhip: Der hintere Teil des Rades wird einmal um den vorderen Teil samt Fahrer herumgedreht. Die Füße verlassen dabei die Pedale.
- Decade: Man dreht sich mit Körper und Lenker um das Steuerrohr, während der hintere Teil des Rades in der Spur bleibt. Wie auch der Tailwhip ist der Decade ein Flatland-Trick, der erst später auf Rampe bzw. Street übertragen wurde.
- Crankflip: Drehung der Kurbel unter den Füßen des Fahrers, der anschließend wieder auf den Pedalen landet.
- Tiregrab: Man springt relativ steil raus und berührt mit einer Hand den Vorderreifen.

Außerdem gibt es noch sog. „liptricks“, d. h. sie werden an Kanten (copings) von Rampen ausgeführt. Hierzu zählen u. a. die meisten Grinds (Jumpover Grinds ausgenommen), wie z. B.:
- Tailtap: Der Fahrer springt im 90°-Winkel auf die Rampenplattform und landet auf dem Hinterrad, um wiederum mit einer 90° Drehung in die Rampe „einzutauchen“
- 540°-Tailtap: Drehung beim Tailtap um 540°
- Nosepick: s. Tailtap, nur auf dem Vorderrad
- Nosepick Tailwhip: Ein Tailwhip während eines Nosepicks
- Desaster: Drehung um 180° und Landung gegebenenfalls mit dem Kettenblatt auf dem Coping
- Footjam Tailwhip: Ein Tailwhip während eines Footjam
- Stalls: sämtliche Stalls zum Beispiel ice pick und 50-50
- Bunny Hop: Wenn man zuerst mit dem Vorderrad, dann mit dem Hinterrad vom Boden abspringt und mit beiden Rädern in der Luft ist
- Manual: Wenn man, auf den Pedalen stehend, auf dem Hinterrad fährt, sodass das Vorderrad in der Luft ist.
- Nosemanual: Siehe Manual, nur auf dem Vorderrad
- Wallride: Man springt mit beiden Rädern an die Wand und fährt an der Wand im Idealfall mehrere Sekunden.
- Hip Transfer: Über eine Ecke einer Rampe springen und in eine andere „eintauchen“.
- Toboggan: Wo man den Lenker zu 90° dreht und mit einer Hand an den Sattel greift.
- Candy Bar: Man streckt den Fuß zwischen den Armen über dem Lenker aus.
- Can Can: Man streckt einen Fuß über den Rahmen und kickt ihn in die Luft.
- Air: Man springt mit beiden Rädern über die Coping hinaus und macht in der Luft dann einen 180°.
- One Foot: Man streckt einen Fuß vom Pedal weg.
- Peg Grab: Man berührt das vordere Peg mit der Hand.

Natürlich können sämtliche Tricks auch kombiniert und verbunden werden, außerdem sind viele der Grindvariationen auch auf den Pedalen statt der Pegs möglich. Für mehr Tricks siehe Dirt Jump.
Grinds sind Tricks, die man meist auf den Pegs (den achsverlängernden Stangen an Vorder- und Hinterrad) ausführt.
Bei den Namen der Grinds wird oft das „-grind“ am Ende weggelassen, da es für Kenner überflüssig ist.
Gegrindet wird hauptsächlich im Street-Bereich auf Ledges (Mauern o. ä.) und Rails (Geländer o. ä.).
- Feeble: Vorderrad auf der Ledge (Mauer) und hinteres Peg auf der Ledge. Ein vom Skateboarding übernommener Trick. Der Name Feeble (englisch für feige, schwächlich) entstand vermutlich, da dieses die am wenigsten riskante Variante des Grindens ist, weil das Vorderrad sicher auf der Kante rollt und man nicht droht, steckenzubleiben.
- Smith: Hinterrad auf der Ledge und vorderes Peg auf der Ledge. Auch dieser Trick kommt aus dem Skateboarding, der Erfinder dieses Tricks war der Skateboarder Mike Smith.
- Icepick: Vorderrad in der Luft und das hintere Peg auf der Ledge. (Wie ein Manual auf dem hinteren Peg)
- Toothpick: Hinterrad in der Luft und das vordere Peg auf der Ledge. Auf Deutsch: Zahnstocher-Grind, weil er eine Weiterführung des Nosepicks ist. Aus der Nose, für das Vorderrad, wurde Tooth, um die vorderen Pegs zu bezeichnen.
- Toothpick Hangover: Wie Toothpick, nur dass der Rahmen und das Hinterrad auf der anderen Seite der Ledge überhängt. (Bleibt aber trotzdem in der Luft)
- 50-50 oder auch Double Peg Grind: Beide Pegs auf einer Seite auf der Ledge.
- X-up Grind ein 50-50 mit um 180° gedrehtem Lenker.
- Pedalgrind: Man grindet nur auf dem Pedal.
- Crankarmslide: Man grindet auf dem Tretkurbelarm.
- Crooked: Man grindet zum Beispiel mit dem vorderen rechten Peg und dem hinteren linken Peg. Man kommt in diese Stellung, indem man das Vorderrad auf die andere Seite des Rails hebt. Er heißt Crooked, die deutsche Übersetzung heißt krumm, da das BMX krumm auf dem Rail hängt. Dieser Grind wird eigentlich nur an Rails ausgeführt, da eine Ledge meist zu breit ist.
- Overcrooked: Wie Crooked, nur dass man anstatt des Vorderrades das Hinterrad auf die andere Seite hebt. Er heißt Overcrooked, da man nur einen Jump Over Crooked ausführt.
- Luc-E: Grind nur mit dem hinteren Peg und dem Pedal, das Vorderrad wird einfach hängengelassen.
- Unluc-E: Grind nur mit dem vorderen Peg und dem Pedal, das Hinterrad wird einfach hängengelassen.
- Predator: Man grindet 50-50 und dann springt man über das Rail und macht dann auf der anderen Seite noch mal ein 50-50.
- Dann gibt es noch die so genannten Jump Over Grinds, bei denen man meist über das Rail springt, da eine Ledge oder ein Curb zu breit dafür ist. Rein theoretisch kann jeder Grind als Jump Over ausgeführt werden, doch je höher das Rail wird und je schwieriger der Grind allein schon ist, desto schwerer bzw. besser wird er als Jump Over Grind. Zum Beispiel ist ein Jump Over Icepick bedeutend schwerer als ein Jump Over 50-50, weil man sich bei einem Jump Over Icepick nicht zu weit nach unten oder oben lehnen darf und man sich noch genug zum Rail hin lehnen muss, damit man nicht herunterfällt.
- Grindgegenstände: Gegrindet wird unter anderem auf Curbs (Mauern die nicht eine Treppe runterführen.), Ledges (Mauern, die an einer Treppe herunterführen), Handrails (Geländer, die an einer Treppe herunterführen) und an Flatrails (Geländer oder Stangen, die nicht an einer Treppe stehen).
- Sprocket Grind: mit dem Kettenblatt grinden
- Levitator/Levitation Grind: Auf dem vorderen Peg grinden, während man das Pedal auf derselben Seite herunterdrückt und ebenfalls auf diesem grindet. Das hintere Peg befindet sich in der Luft. Populär wurde dieser Grind durch Streetlegende Joe „Butcher“ Kowalski.
- Wheelie: Vorder Rad und Lenker nach hinten ziehen und auf dem hinter Rad Fahren

## Wettkampfbewertung
Die Juroren bei den Wettbewerben vergeben Punkte nach Bewertungskriterien wie Stil und Flow (wie „geschmeidig“ das Fahren aussieht), Schwierigkeit und Kontrolliertheit der vorgeführten Tricks, Originalität (Tricks und Lines) und Vielseitigkeit sowie Radkontrolle und Ausführung. So kann auch ein Fahrer gewinnen, der weniger schwere Tricks zeigt, sie dafür jedoch bis ins letzte Detail perfektioniert hat.
Bei einem Wettbewerb nach den Regeln der UCI wird die Übung von 3 bis 6 unabhängigen Juroren bewertet, von denen jeder einen Punktwert zwischen 0 und 100 vergibt. Anschließend wird der Mittelwert gebildet. Bei fünf und mehr Juroren werden der niedrigste und der höchste Punktzahl gestrichen.

## Wettkämpfe
Seit 1987 findet, bis auf einige Ausnahmen, jedes Jahr eine BMX-Freestyle-Weltmeisterschaft statt. Da es lange keinen Dachverband gab, wurden diese meist von engagierten Einzelnen in ihren jeweiligen Ländern ausgerichtet.
Seit 2016 wird der UCI-BMX-Freestyle-Weltcup ausgetragen, und seit 2017 werden die Weltmeister in den durch die UCI anerkannten Disziplinen bei den Urban-Cycling-Weltmeisterschaften ermittelt. Seit 2019 gibt es zudem Europa-, Asien-, Panamerika- und Ozeanien-Meisterschaften.
Wichtige nationale und internationale Wettbewerbe im BMX-Freestyle sind Bestandteil des Rennkalenders der UCI. Aus der Geschichte heraus gibt es aber auch noch weitere renommierte Wettkämpfe, die außerhalb der UCI organisiert und durchgeführt werden. In den USA gibt es die großen Fernsehwettbewerbe X-Games und Dew Tour.
In der deutschen BMX-Wettbewerbslandschaft zählen die BMX Cologne, auch bekannt unter dem Titel BMX Masters oder BMX Worlds, die aus der seit 1985 kontinuierlich laufenden Wettbewerbsserie im Kölner Jugendpark hervorgegangen sind, sowie das BMX Männle Turnier, das seit 2009 in Tuttlingen ausgetragen wird, zu den etablierten Wettkämpfen im Freestyle.  Im Dirt-Jumps-Bereich findet darüber hinaus Telekom extreme playgrounds als großer Contest statt.
Seit 2012 werden die Deutschen BMX-Meisterschaften organisiert, im Jahr 2016 fanden sie im Berliner Mellowpark statt.

## Ranglisten
Die UCI führt jeweils für Männer und Frauen ein BMX Freestyle Park Elite Ranking und ein BMX Freestyle Flatland Elite Ranking.